# Readigos
Readigos (llamada oficialmente Santa Baia de Reádigos) es una parroquia del municipio español de Irijo, en la provincia de Orense, Galicia.

## Toponimia
La parroquia también es conocida por los nombres de Santa Baia de Reádegos y Santa Eulalia de Readigos. 

## Organización territorial
La parroquia está formada por siete entidades de población:

### Entidades de población
Entidades de población que forman parte de la parroquia:
- Casar (O Casar)
- Castiñeira
- Outeiro (O Outeiro)
- Rivela (Ribela)
- Santiso

### Despoblados
Despoblados que forman parte de la parroquia:
- Barcia
- Fontes

## Demografía
| Gráfica de evolución demográfica de Readigos entre 2000 y 2022 |
|                                                                |
| Datos según el nomenclátor publicado por el INE.               |